# A Rosie Christmas
 (février 2017).
Si vous disposez d'ouvrages ou d'articles de référence ou si vous connaissez des sites web de qualité traitant du thème abordé ici, merci de compléter l'article en donnant les références utiles à sa vérifiabilité et en les liant à la section « Notes et références ».
Albums de Rosie O'Donnell
Another Rosie Christmas
(2000)
Singles
1. Santa On The Rooftop
Sortie : 2000

A Rosie Christmas est un album de Rosie O'Donnell, sorti en 1999, compilation de chants de Noël en duo avec de prestigieux artistes.
L'année suivante sort une suite intitulée Another Rosie Christmas.

## Liste des titres
| 1.    | The Magic Of Christmas Day (God Bless Us Everyone) | Céline Dion & me                     | 4:20 |
| 2.    | Christmas (Baby Please Come Home)                  | Cher & me                            | 3:10 |
| 3.    | Santa On The Rooftop                               | Trisha Yearwood & me                 | 4:13 |
| 4.    | Have Yourself a Merry Little Christmas             | Billy Joel & me                      | 4:55 |
| 5.    | Love's In Our Hearts On Christmas Day              | NSYNC & me                           | 4:00 |
| 6.    | Do You Hear What I Hear                            | Elmo (de 1, rue Sésame) & me         | 4:23 |
| 7.    | Gonna Eat for Christmas                            | Gloria Estefan & me                  | 2:10 |
| 8.    | White Christmas                                    | Elton John & me                      | 3:48 |
| 9.    | Last Christmas                                     | Darren Hayes (des Savage Garden)     | 4:49 |
| 10.   | Little Drummer Boy                                 | Lauryn Hill & me                     | 5:33 |
| 11.   | I Saw Mommy Kissing Santa Claus                    | Angelica Pickles (des Razmoket) & me | 3:25 |
| 12.   | Winter Wonderland                                  | Donny Osmond & me                    | 3:36 |
| 13.   | Santa Claus Is Comin’ to Town                      | Rosemary Clooney & me                | 1:58 |
| 14.   | O Holy Night                                       | Billy Porter                         | 4:59 |
| 55:20 |                                                    |                                      |      |

Note
Liste des interprètes fournie telle que sur les listes de référence, où « me » (« moi » en anglais) crédite Rosie O'Donnell comme artiste participante.